# Bist du bei mir
«Bist du bei mir» (BWV 508) és una ària del compositor alemany Gottfried Heinrich Stölzel (1690-1747).
L'ària és una part de l'òpera Diomedes Oder die triumphierende Unschuld (‘Diòmed o el triomf de la innocència’) que fou estrenada a Bayreuth el 16 de novembre de 1718. Als manuscrits del segle xviii, «Bist du bei mir» és una ària da capo per a soprano en mi bemoll major, en ¾ de temps. El text es conserva al llibret imprès. Diomedes canta l'ària a la vuitena escena del tercer acte, adreçada a Pulcheria, la princesa hereva de Trebisonda.
Aquesta ària s'atribueix de forma errònia a Johann Sebastian Bach perquè es va incloure el 1725 al Quadern d'Anna Magdalena Bach, del qual amb el temps va esdevenir una de les joies vocals.
L'òpera sencera es va perdre i l'ària va formar part de la biblioteca de la Berlin Singakademie fins que es va redescobrir l'any 2000 al conservatori de Kíev. La part que continua al BWV 508 és més agitada i amb més continuïtat en la veu que l'ària de Stölzel. Noves recerques de la primeria del segle xxi han demostrat unes dotzenes de composicions de Stölzel van ser adoptades per Bach o els seus familiars, sobretot en el període entre 1725 i 1735. No se sap com va entrar al Quadern d'Anna Magdalena Bach.
El tema s'ha fet popular per als casaments i altres ocasions i es va fer servir en el film francès de Christian Carion Bon Nadal (títol original: Joyeux Noël, 2005), cantat per Natalie Dessay i Rolando Villazón amb el quartet de corda Bel arte i Philippe Rombi al piano.

## El text
| «         | Bist du bei mir, geh' ich mit Freuden zum Sterben und zu meiner Ruh'. Ach, wie vergnügt wär' so mein Ende, es drückten deine schönen Hände mir die getreuen Augen zu! | » |
| — Stölzel | |   |